# Sopstok
Sopostok jest to produkt uboczny reakcji wykwaszania wolnych kwasów tłuszczowych za pomocą zasady, głównie NaOH. Składa się w znacznej ilości oleju, mydeł oraz wody. W zależności od zawartości składników może być użyty do otrzymywania czystych kwasów tłuszczowych, produkcji pasz i mydła.